# Carcereiros - Dietro le sbarre
Carcereiros - Dietro le sbarre (Carcereiros) è una serie televisiva brasiliana creata da Marçal Aquino, Fernando Bonassi e Dennison Ramalho ed è diretta da José Eduardo Belmonte. La serie è ispirata al libro Carcereiros di Dráuzio Varella. La prima stagione è stata interamente pubblicata l'8 giugno 2017 sul servizio streaming Globoplay ed è stata trasmessa in 12 episodi su Rede Globo dal 26 aprile all'8 novembre 2018. 
In Italia, la serie va in onda dall'11 dicembre 2018 su Sky Atlantic.

## Trama
Adriano è un giovane laureato in storia che decide di diventare un agente penitenziario, per seguire le orme di suo padre Tibério. Viene aiutato ad affrontare i problemi nell'ambiente di lavoro dai suoi colleghi Vinícius e Isaías, oltre al capo della sicurezza Juscelino. Devono occuparsi dello scontroso agente penitenziario Valdir.
La prigione, diretta da Vilma, è fuori controllo e diventa il palcoscenico principale della serie. Adriano sarà costretto a far fronte alle sfide che si troverà davanti e a fermare le due fazioni rivali che comandano il posto. Inoltre, dovrà riuscire a bilanciare il suo lavoro con la vita della figlia adolescente Lívia e il rapporto con la sua seconda moglie Janaína.

## Episodi
| Stagione         | Episodi | Pubblicazione Brasile | Prima TV Italia |
| ---------------- | ------- | --------------------- | --------------- |
| Prima stagione   | 15      | 2017                  | 2018            |
| Seconda stagione | 14      | 2019                  | inedita         |
| Terza stagione   | 4       | 2021                  | inedita         |

## Produzione
Inizialmente il ruolo da protagonista sarebbe stato interpretato da Domingos Montagner, tuttavia, con la morte dell'attore durante le riprese della telenovela Velho Chico, il ruolo è passato a Rodrigo Lombardi.
La prima stagione della serie è stata girata nel carcere femminile di Votorantim, São Paulo prima della sua inaugurazione a marzo 2017. Le riprese si sono svolte nel 2016 e hanno visto anche la partecipazione di attori locali.